# Rozalla
Rozalla, född Rozalla Miller, född 18 mars 1964 i Ndola, är en brittisk-zambisk sångare med mor från Zambia och far från Rhodesia (nu Zimbabwe). 1983 flyttade hon till Harare, Zimbabwe för att studera, men sjöng även med lokala grupper. 1984 sjöng hon in "Party Time", tillsammans med Rusike Brothers. Låten blev en hit och spelades ofta på radion. År 1989 flyttade hon till Europa där hon tog kontakt med Chris Sergeant. År 1990 kom första singeln "Born To Luv Ya" och året efter kom "Everybody's Free (To Feel Good)".
Hon är mest känd för att ha framfört låten "Everybody's Free (To Feel Good)" från 1991.

## Diskografi (urval)

### Studioalbum
- 1989 – Spirit Of Africa
- 1992 – Everybody's Free
- 1993 – Everybody's Free-Style 1993 (Remixed To Perfection)
- 1995 – Look No Further
- 1998 – Coming Home
- 2004 – Everybody's Free (speciell utgåva med DVD)
- 2009 – Brand New Version

### Singlar
- 1990 – "Born To Luv Ya"
- 1991 – "Faith (In the Power Of Love)"
- 1991 – "Everybody's Free (To Feel Good)"
- 1991 – "Faith (In the Power Of Love)"
- 1992 – "Are You Ready to Fly"
- 1992 – "Love Breakdown"
- 1992 – "In 4 Choons Later"
- 1993 – "Don't Play With Me"
- 1994 – "I Love Music"
- 1994 – "This Time I Found Love"
- 1994 – "You Never Love The Same Way Twice"
- 1995 – "Baby"
- 1995 – "Losing My Religion"
- 1996 – "Everybody's Free (To Feel Good)"
- 1997 – "Coming Home"
- 1998 – "Don't Go Lose It Baby"
- 1998 – "Friday Night"
- 1999 – "Everybody's Free (To Wear Sunscreen)" (ny version med Baz Luhrmann)
- 2000 – "Everybody's Free" (ny version med Richard Vission)
- 2002 – "Everybody's Free" (ny version med Aquagen)
- 2003 – "Live Another Life"
- 2005 – "You Never Love The Same Way Twice" (remix)
- 2005 – "Everybody's Free" (remix med DNF)
- 2006 – "Where Is The Love" (med Abel Ramos)
- 2015 – "The Shadows Of The Moon"
- 2015 – "If You Say It Again"
- 2016 – "Breaking My Heart" (med Allan Jay)
- 2019 – "Turn On The Light"

### Samlingsalbum
- 1997 – Feelin' Good
- 2003 – Best Of Rozalla